# Arno Kamminga
Arno Kamminga, né le 22 octobre 1995 à Katwijk, est un nageur néerlandais, spécialiste de la brasse.

## Carrière
Aux championnats d'Europe en petit bassin 2019, il remporte la médaille d'or du 100 m et du 200 m brasse et la médaille de bronze du 50 m brasse.
Aux Jeux olympiques de 2020, il remporte la médaille d'argent du 100 m brasse, seulement devancé par le Britannique Adam Peaty. Il remporte également la médaille d'argent sur l'épreuve du 200 m brasse.

## Palmarès

### Jeux olympiques
- Jeux olympiques de 2020 à Tokyo ( Japon) :
  -  Médaille d'argent du 100 m brasse
  -  Médaille d'argent du 200 m brasse

### Championnats du monde

#### Grand bassin
- Championnats du monde 2022 à Budapest ( Hongrie) :
  -  Médaille d'argent du 100 m brasse
  -  Médaille de bronze du 4 × 100 m quatre nages mixte
- Championnats du monde 2023 à Fukuoka ( Japon) :
  -  Médaille d'argent du 100 m brasse
- Championnats du monde 2024 à Doha ( Qatar) :
  -  Médaille d'argent du 4 × 100 m quatre nages

#### Petit bassin
- Championnats du monde 2021 à Abu Dhabi ( Émirats arabes unis) :
  -  Médaille d’or du 4 × 50 m 4 nages mixte
  -  Médaille d’argent du 200 m brasse

### Championnats d'Europe

#### Grand bassin
- Championnats d'Europe 2020 à Budapest ( Hongrie) :
  -  Médaille d'argent du 100 m brasse
  -  Médaille d'argent du 200 m brasse
  -  Médaille d'argent du relais 4 × 100 m quatre nages mixte
- Championnats d'Europe 2022 à Rome ( Italie) :
  -  Médaille d’or du 4 × 100 m 4 nages mixte

#### Petit bassin
- Championnats d'Europe 2017 à Copenhague ( Danemark) :
  -  Médaille d'or du relais 4 × 50 m quatre nages mixte

- Championnats d'Europe 2019 à Glasgow ( Royaume-Uni) :
  -  Médaille de bronze du 50 m brasse
  -  Médaille d'or du 100 m brasse
  -  Médaille d'or du 200 m brasse
  -  Médaille d'argent du relais 4 × 50 m quatre nages mixte

- Championnats d'Europe 2021 à Kazan ( Russie) :
  -  Médaille d’or du 4 × 50 m quatre nages mixte
  -  Médaille de bronze du 100 m brasse
  -  Médaille de bronze du 200 m brasse